# Luftfahrthandbuch
Das Luftfahrthandbuch (englisch Aeronautical Information Publication, in der Fliegersprache meist nur kurz AIP) ist ein standardisiertes Nachschlagewerk mit Luftfahrt-relevanten Informationen und Vorschriften. In der Regel gilt ein Luftfahrthandbuch für einen einzelnen Staat. Es ist jedoch grundsätzlich möglich, dass mehrere Länder eine gemeinsame AIP herausgeben, z. B. Belgien und Luxemburg.

## Herausgabe
Zivile Luftfahrthandbücher werden in einer der von ICAO verwendeten Amtssprache, vorwiegend englischer Sprache und optional zusätzlich in der Landessprache herausgegeben, z. B. werden die Informationen in der zivilen und militärischen AIP Germany (MIL AIP Germany) in Deutsch und in Englisch veröffentlicht. Für militärische Nutzung werden z. B. in Deutschland und anderen Ländern zusätzlich zu einem zivilen Luftfahrthandbuch, auch ein militärisches Luftfahrthandbuch veröffentlicht. Zusätzlich werden für militärische Nutzungen zum Teil auch noch ein oder mehrere kompakte FLIP (FLight Information Publication) herausgegeben, dessen Inhalt auch Informationen für mehrere Länder oder Regionen beinhalten kann, z. B. GEMIL FLIP VAD (GErman MILitary FLight Information Publication Visual Approach and Departure Procedures) und GEMIL FLIP MAP (GErman MILitary FLight Information Publication Aeronautical MAPs and Charts) oder für mehrere Länder z. B. die CENOR FLIP (Belgium, Denmark, Norway, The Netherlands, United Kingdom) Volume 1 bis Volume 3 die gemeinsam von Belgien, Dänemark, Norwegen, Niederlanden und United Kingdom herausgegeben werden.
In der Druckversion sind Luftfahrthandbücher meistens als Loseblattsammlung ausgeführt, sodass bei den regelmäßigen Überarbeitungen nur Seiten mit Änderungen ausgetauscht, entfernt oder hinzugefügt werden müssen. Jede einzelne Seite enthält das Datum ihrer Veröffentlichung bzw. des Inkrafttretens der Änderungen.
Zunehmend sind AIP in elektronischer Form verfügbar und sind z. T. kostenlos einsehbar z. B., , , , oder werden auf Datenträgern verkauft, z. B. als CD.
Die Veröffentlichungen der zivilen Luftfahrthandbücher erfolgt in Deutschland durch das Büro der Nachrichten für Luftfahrer der Deutschen Flugsicherung (DFS), in Österreich durch Austro Control (im Bereich Aeronautical Information Management/Static Data Management), in der Schweiz durch Skyguide und für Belgien und Luxembourg durch Belgocontrol. Die MIL AIP Germany wird durch das Zentrum Luftoperationen veröffentlicht.

### Überarbeitungen, Berichtigungen und Ergänzungen
Dauerhafte Veränderungen oder Hinzufügen von Anlagen und Verfahren,  z. B. Änderung der Flugverfahren und Kontrolle, Frequenzwechsel von Flugsprechfunkkanälen und FLugnavigationsfunkanlagen, oder Flugnavigationsanlagen oder Start- und Landebahn Flugplatzes, werden in den regelmäßig erscheinenden Amendments (AMDT) veröffentlicht.
Änderungen, die zwar nicht dauerhaft, aber doch für einen längeren Zeitraum gültig sind, werden in den Supplements (SUP) veröffentlicht. Ein Beispiel dafür ist die temporäre Einrichtung einer ATZ um den Flugplatz Tannheim während des Tannkosh-Fly-In 2011. Ist die Änderung nur von kurzer Dauer oder reicht die Zeit nicht zur Veröffentlichung eines Supplements, werden die Piloten mittels NOTAM informiert.

## Inhalt
Im Luftfahrthandbuch sind allgemeine Regeln und Verfahren im Detail beschrieben. Es enthält unter anderem Streckenpläne, Flugplatzkarten, An-/ und Abflugkarten sowie Angaben zu Funknavigationseinrichtungen und Flugplatzhinderniskarten.
Der Inhalt der AIP und dessen Struktur ist international durch die ICAO (Annex 15) vereinheitlicht, kann jedoch in manchen Punkten auch zwischen Ländern variieren, z. B. ENR 1.6. Er ist in die drei Teile General, En-Route und Aerodromes gegliedert, die wiederum mehrere Unterabschnitte haben.

### General (GEN)
Der Teil General, abgekürzt als GEN, enthält allgemeine Informationen zu Regelungen und Infrastruktur der Luftfahrt. Er ist in vier Hauptabschnitte gegliedert:
- GEN 1: Nationale Regelungen und Anforderungen, darunter Informationen zu:
  - verantwortlichen Behörden
  - Ein- und Ausreise von Luftfahrzeugen, Besatzung, Passagieren und Fracht
  - benötigter Ausstattung und Instrumentierung von Luftfahrzeugen
  - Abweichungen von ICAO-Standards und -Prozeduren
- GEN 2: Tabellen und Codes, unter anderem zu:
  - lokalen Maßeinheiten (inkl. Umrechnungstabellen)
  - lokalen Messsystemen (Kalender, geodätisches Datum)
  - in AIS-Publikationen verwendeten Abkürzungen
  - Funknavigationshilfen
  - lokalen Zeiten für Sonnenauf- und -untergang
- GEN 3: Übersicht über die Zuständigkeiten für:
  - Flugberatungsdienst (AIS)
  - Luftfahrtkarten
  - Air Traffic Services
  - Kommunikationsdienste
  - Flugmeteorologie (z. B. METAR und VOLMET)
  - Search and Rescue
- GEN 4: Informationen zu Gebühren für die Nutzung von Flugplätzen und Diensten

### En-Route (ENR)
Der Teil En-Route, abgekürzt als ENR, enthält Informationen, die während des Fluges von Bedeutung sind. Er ist in sechs Hauptabschnitte gegliedert:
- ENR 1: Allgemeine Regeln und Verfahren, darunter:
  - Sichtflugregeln (VFR)
  - Instrumentenflugregeln (IFR)
  - Luftraumklassen
  - Warteschleifen-, Ab- und Anflugverfahren
  - Aufgabe von Flugplänen
  - ENR 1.6 ATS Surveillance Services and Procedures (bis ca. 2001 war  ENR 1.6 Radar Services and Procedures). Je nach Land variiert der Inhalt und kann neben Anwendung von Sekundärradar auch eine Auflistung der Radar Coverage von ATC-PSR- und SSR-Radarsensoren oder MLAT-Sensoren eines Landes enthalten, z. B. AIP Austria[10]
- ENR 2: ATS-Lufträume:
  - Fluginformationsgebiete (FIR, UIR)
  - Nahverkehrsbereiche (TCA)
  - Kontrollzonen um Militärflugplätze, sofern diese nicht im Teil AD beschrieben werden
- ENR 3: Luftstraßen
- ENR 4: Funknavigations-Systeme und -Stationen
- ENR 5: Navigationswarnungen, enthält detaillierte Informationen zu:
  - Luftsperr-, Flugbeschränkungs- und Gefahrengebieten
  - militärischen Übungsgebieten
  - Luftfahrthindernissen
  - Gebieten mit intensiver Nutzung durch Luftsportler
  - Gebieten mit erhöhter Vogelschlaggefahr (Zugrouten, Nistgebiete, Vogelschutzgebiete)
  - Gebieten mit sonstigen Gefahren (aktive Vulkane, Kernkraftwerke)
- ENR 6: Routenkarten (En-Route Charts)

### Aerodromes (AD)
Der Teil Aerodromes, abgekürzt als AD, enthält Informationen zu Flugplätzen (ICAO: aerodrome) und Hubschrauberlandeplätzen (ICAO: heliport). Er ist in drei Hauptabschnitte gegliedert:
- AD 1 enthält allgemeine Informationen, darunter:
  - ein Index der Flugplätze mit Verweis auf die entsprechenden Seiten in Abschnitt AD 2 bzw. AD 3
  - eine Beschreibung des nationalen Klassifizierungssystems für Flugplätze
- AD 2 und AD 3 enthalten Detailinformationen zu einzelnen Flugplätzen bzw. Heliports, geordnet nach dem jeweiligen ICAO-Code. Darunter befinden sich Informationen zu:
  - Geographie (Flugplatzbezugspunkt, Höhe über dem Meeresspiegel bei Flugplatzbezugstemperatur, Ortsmissweisung etc.)
  - Flugplatzbetreiber
  - Betriebszeiten des Flugplatzes insgesamt und einzelner Bereiche wie Abfertigung, Luftaufsicht, Zoll
  - Serviceeinrichtungen für den Flugbetrieb, z. B. Verfügbarkeit von Tankstellen, Enteisungseinrichtungen, Reparaturbetriebe oder Hangarplätze für fremde Luftfahrzeuge
  - Serviceeinrichtungen für Passagiere, z. B. Verfügbarkeit von Hotels, Restaurants, medizinischen Einrichtungen, oder Banken in der Umgebung des Flugplatzes
  - Vorfeldern und Rollbahnen (Abmessungen, Oberflächenbelag, Tragfähigkeit)
  - relevanten Luftfahrthindernissen
  - Verfügbarkeit meteorologischer Informationen
  - Start- und Landebahnen (Abmessungen, Ausrichtung, Oberflächenbelag, Tragfähigkeit, Koordinaten und Höhe der Landeschwellen, Steigung)
  - Landebahn- und Anflugbefeuerung
  - Luftraumstruktur
  - Navigations- und Landehilfen
  - Vermeidung von Fluglärm
  - eine Reihe verschiedener Karten (können auch separat veröffentlicht werden)[1]

## Luftfahrthandbuch Deutschland
In Deutschland wird das zivile Luftfahrthandbuch AIP-IFR und AIP-VFR durch das Büro der Nachrichten für Luftfahrer der DFS herausgegeben. Die aktuellen Versionen sind Online einsehbar.

### Luftfahrthandbuch AIP IFR
Die AIP IFR Deutschland  besteht aus folgenden Teilen:
- GEN Allgemeines
- ENR Strecke
- AD Flugplätze
- AIC Aeronautical Information Circular
- SUP Supplements

### Luftfahrthandbuch AIP VFR
Das Luftfahrthandbuch AIP VFR ist ein Auszug aus dem AIP mit einigen Ergänzungen. Es enthält Auszüge aus dem Luftfahrthandbuch AIP, zusätzliche Informationen für VFR-Flüge (Sichtflug) und in alphabetischer Reihenfolge die Sichtanflug- und Sichtabflugkarten, Flugplatzkarten, Regelungen und ergänzende Daten für Flughäfen, Landeplätze und Militärflugplätze mit ziviler Mitbenutzung. Darüber hinaus werden in einem gesondert zu beziehenden Teil die Sichtanflug- und Flugplatzkarten für ausgewählte Hubschrauberlandeplätze herausgegeben.
Seit 2011 wird das AIP VFR neben der Papierausgabe auch in einer elektronischen Version inkl. Hubschrauberlandeplätze unter dem Titel Visual Flight Guide herausgegeben.
Das VFR-Bulletin war bis Ende 2007 in der AIP VFR enthalten. Seit 2008 ist das VFR-Bulletin im AIS-Portal und als elektronisches eVFR-Bulletin online verfügbar.
Die AIP VFR Deutschland  besteht aus folgenden Teilen:
- GEN Allgemeine Information
- ENR Streckeninformation
- AD Flugplätze
- HEL AD Hubschrauberlandeplätze
- AIC Aeronautical Information Circular
- SUP Ergänzungen